# Osteocondropatia
Con il termine osteocondropatia ci si riferisce ad una malattia ("-patia") dell'osso e della cartilagine.
Tuttavia, è più comune fare riferimento a queste condizioni come una delle seguenti:
- condropatia (malattia della cartilagine)
- Una malattia ossea viene anche definita "osteopatia", ma poiché il termine osteopatia viene spesso utilizzato per descrivere un approccio sanitario, l'uso del termine può causare una certa confusione. La condropatia si può distinguere principalmente in tre tipologie:
  - ondropatia Degenerativa: Questa forma è spesso legata all'usura della cartilagine con l'età e può essere associata a osteoartrite. Inizia con una degenerazione della cartilagine che può portare a dolore e riduzione della mobilità articolare.
  - Condropatia Infiammazione: Alcune condizioni, come l'artrite reumatoide, possono causare infiammazione della cartilagine, portando a danni e sintomi come dolore e gonfiore.
  - Condropatia Traumatica: Questa forma si verifica a seguito di lesioni o traumi articolari che causano danni alla cartilagine, come contusioni o lacerazioni.[1]